# Двигайся
Двигайся (англ. Move on) — телесериал 2012 года в жанре «Дорожное кино».

## Сюжет
Сюжет развивается вокруг курьера, который должен доставить посылку с неизвестным содержимым. Доезжая до нового пункта назначения, герой получает инструкции со следующей остановкой, и таким образом проезжает пол-Европы.